# All Tomorrow's Parties (singolo)
All Tomorrow's Parties è un brano musicale dei The Velvet Underground, registrato nel 1966, pubblicato come singolo ed inserito l'anno dopo nell'LP d'esordio del gruppo intitolato The Velvet Underground & Nico.

## Il brano
Il brano era la canzone preferita di Andy Warhol, produttore e illustratore della copertina del disco. Scritta e musicata da Lou Reed, è cantata da Nico.
La canzone si ambienta nella Factory di Andy Warhol, e parla di alcuni personaggi che la popolano, come ad esempio i travestiti.